# Chrysosoma hirsutulum
Chrysosoma hirsutulum är en tvåvingeart som beskrevs av Octave Parent 1933. Chrysosoma hirsutulum ingår i släktet Chrysosoma och familjen styltflugor.
Artens utbredningsområde är Kongo. Inga underarter finns listade i Catalogue of Life.